# The Early Bedroom Sessions
The Early Bedroom Sessions – jedyny album kompilacyjny szwedzkiego muzyka Basshuntera, wydany 3 grudnia 2012 roku.

## Wydanie
| AllMusic | [ 1 ] |

27 października 2012 roku Basshunter ogłosił, że jego utwory z przeszłości zostaną wkrótce wydane, a 16 listopada poinformował, że utwory zostaną wydane w grudniu w Stanach Zjednoczonych. 25 listopada została ujawniona data wydania albumu. Kompilacja z gatunku muzyki elektronicznej The Early Bedroom Sessions została wydana 3 grudnia w dystrybucji elektronicznej przez Rush Hour. 29 stycznia 2013 roku album został wydany przez Ultra Records na dwóch płytach CD.
The Early Bedroom Sessions zawiera 23 utwory, a jego długość wynosi 112 minut i 41 sekund. Kompozycja „Bass Worker” otwiera album, a kompozycja „Wizard Elements” go kończy. Na album składa się część utworów pochodzących z poprzednich albumów Basshuntera The Bassmachine (2004) i The Old Shit (2006), „Go Down Now” z singla „Angel in the Night” (2008) oraz inne, nigdy niewydane utwory.

## Lista utworów
Źródło: AllMusic
| Nr   | Tytuł                                    | Długość |
| CD 1 | CD 1                                     | CD 1    |
| ---- | ---------------------------------------- | ------- |
| 1.   | „Bass Worker”                            | 06:15   |
| 2.   | „Contact by Bass”                        | 03:09   |
| 3.   | „Festfolk”                               | 04:34   |
| 4.   | „Go Down Now”                            | 05:07   |
| 5.   | „Här kommer Lennart”                     | 03:18   |
| 6.   | „Moon Trip”                              | 04:14   |
| 7.   | „Rainbow Stars”                          | 04:30   |
| 8.   | „Smells Like Blade”                      | 04:29   |
| 9.   | „Stay Alive”                             | 04:01   |
| 10.  | „Syndrome de Abstenencia”                | 06:35   |
| 11.  | „The Bass Machine”                       | 02:24   |
| 12.  | „The Big Show”                           | 05:38   |
| CD 2 |                                          |         |
| 1.   | „The Celtic Harmony & the Chilling Acid” | 04:36   |
| 2.   | „The Night”                              | 05:02   |
| 3.   | „The True Sound”                         | 05:24   |
| 4.   | „The Warp Zone”                          | 05:16   |
| 5.   | „Train Station”                          | 05:48   |
| 6.   | „Trance Up”                              | 06:33   |
| 7.   | „Transformation Bass”                    | 05:03   |
| 8.   | „Try to Stop Us”                         | 04:06   |
| 9.   | „Wacco Will Kick Your Ass”               | 06:03   |
| 10.  | „Waiting for the Moon”                   | 04:57   |
| 11.  | „Wizard Elements”                        | 05:39   |